# Gianni Stecchi
Gianni Stecchi (Firenze, 3 marzo 1958) è un ex astista italiano, padre di Claudio, anch'egli specialista del salto con l'asta.
Medaglia d'oro ai Giochi del Mediterraneo 1987 e tre volte campione italiano.

## Biografia
È padre di Claudio Stecchi, anche lui astista di caratura internazionale.
Il suo record personale di 5,60 m stabilito al Golden Gala di Roma il 30 luglio 1987, è ancora l'8ª miglior prestazione italiana di tutti i tempi nel salto con l'asta.
È allenato da Vitaly Petrov, lo stesso che fu coach di Sergey Bubka e che portò l'astista Giuseppe Gibilisco alla conquista del titolo mondiale a Parigi 2003 e al bronzo olimpico ad Atene 2004.

## Palmarès
| Anno | Manifestazione          | Sede         | Evento           | Risultato | Prestazione | Note  |
| ---- | ----------------------- | ------------ | ---------------- | --------- | ----------- | ----- |
| 1987 | Mondiali indoor         | Indianapolis | Salto con l'asta | 10º       | 5,40 m      | [ 3 ] |
| 1987 | Europei indoor          | Liévin       | Salto con l'asta | 11º       | 5,40 m      | [ 4 ] |
| 1987 | Giochi del Mediterraneo | Latakia      | Salto con l'asta | Oro       | 5,30 m      | [ 5 ] |
| 1987 | Mondiali                | Roma         | Salto con l'asta | 11º       | 5,40 m      | [ 3 ] |

## Campionati nazionali
1986
- ai Campionati italiani assoluti, salto con l'asta - 5,40 m[6]
- Argento ai campionati italiani assoluti indoor, salto con l'asta - 5,20 m

1987
- ai Campionati italiani assoluti indoor, salto con l'asta - 5,30 m[7]
- ai Campionati italiani assoluti, salto con l'asta - 5,60 m[6]